# Али Кемаль
Али Кемаль-бей (тур. علی كمال بك, англ. Ali Kemal Bey; 7 сентября 1869 — 6 ноября 1922) — британско-турецкий журналист, редактор газеты, поэт, либерально настроенный политик и правительственный чиновник, бывший в 1919 году около трёх месяцев министром внутренних дел в правительстве Дамата Ферида-паши, великого визиря Османской империи. Был убит офицерами-кемалистами во время войны за независимость Турции.
Кемаль — отец Зеки Кунеральпа, бывшего посла Турции в Швейцарии, Великобритании и Испании. Кроме того, был дедушкой по отцовской линии как турецкого дипломата Селима Кунеральпа, так и британского политика Стэнли Джонсона, отца премьер-министра Великобритании Бориса Джонсона.

## Биография
Али Кемаль родился в 1867 году в районе Сулеймание в Стамбуле. Отец Кемаля, Ахмед Хамди Кемаль, был турком из деревни Калфат в Чанкыры, а его мать была черкешенкой, по общему мнению, рабского происхождения. Кемаль был журналистом, который много путешествовал из-за того, что его выслали из Турции за его политические взгляды. Кемаль учился в Школе государственной службы в Стамбуле. Во время одного из нескольких визитов в Швейцарию он встретил и влюбился в англо-швейцарскую девушку Уинифред Брун, дочь Фрэнка Бруна от его брака с Маргарет Джонсон. Они поженились в Паддингтоне 11 сентября 1903 года.
В начале своей жизни Кемаль приобрёл сильные либерально-демократические убеждения, из-за которых он был изгнан из Османской империи при Абдул-Хамиде II. Он жил в Каире с сентября 1900 по 1908 год. Там он основал и редактировал еженедельный журнал Türk с 1903 по 1907 год. Сразу после окончания правления Абдул Хамида в июле 1908 года он вернулся в Стамбул и стал одной из самых видных фигур в османской журналистской и политической жизни. Из-за своей оппозиции к партии «Единение и прогресс», младотурецкой группе, осуществившей революцию, он провёл большую часть следующего десятилетия в оппозиции.
Одно время он был редактором либеральной газеты «Икдам» и одним из ведущих членов Партии свободы.
В газете «Times» от 9 марта 1909 года, в связи с предположением, что он будет бороться за место покойного министра юстиции Рефика Бея, Кемаль был описан как один из «ведущих литераторов Турции, а также отличным оратором». Кемаль был единогласно принят кандидатом от Партии свободы в Стамбуле на партийном собрании 9 марта 1909 года, хотя он проиграл дополнительные выборы кандидату от партии «Единение и прогресс» (ЕИП) Мехмеду Рифату-паше.
После убийства главного редактора газеты «Сербести» Хасана Фехми в апреле 1909 года Кемаль заявил, что он предупреждал Исмаила Кемали и Рифсата, помощника редактора «Сербести», о том, что они были осуждены экстремистами в Салониках. Последовала буря в СМИ между либеральной газетой «Икдам» и провлачтной «Танин»: первая газета обвинила Ахмета Риза-бея в поддержке просвещённого абсолютизма, а «Танин», орган партии «Единение и прогресс» (ЕИП), обвинила Партию свободы в том, что она в сговоре с армянами. В то время Кемаль обвинил Рахми Бея и доктора Назима Бея из ЕИП в покушении. Эти события произошли во время инцидента 31 марта с целью разрушить эпоху второй конституции Османской империи и восстановить её как автократию при Абдул-Хамиде II. Солдаты из Салоник свергли Абдул Хамида 27 апреля 1909 года, а его брат Решад Эфенди был провозглашён султаном Мехмедом V.
Кемаль бежал в Великобританию, где в конце 1909 года его жена Уинифред родила в Борнмуте Османа Уилфреда Кемаля. Вскоре после родов его жена умерла от послеродовой горячки. У них уже был сын Ланселот Беодар, который умер в Швейцарии в возрасте 18 месяцев после заражения коклюшем, и дочь по имени Сельма. Кемаль оставался со своей свекровью Маргарет Бран (урождённая Джонсон) и со своими детьми сначала в Крайстчерче, недалеко от Борнмута, а затем в Уимблдоне до 1912 года, когда он вернулся в Османскую империю и вскоре снова женился. Его второй женой была Сабиха Ханым, дочь османского паши. У них был сын Зеки Кунеральп, родившийся в октябре 1914 года.
По возвращении из ссылки Кемаль выступил с речью в пользу войны против Балканской лиги в Стамбуле 3 октября 1912 года. Черногория первой начала Первую балканскую войну, объявив войну османам 8 октября 1912 года. Война закончилась победой коалиции христианских балканских государств.
В 1914 году Османская империя вступила в Первую мировую войну на стороне Германии. Война завершилась для турок капитуляцией.
В отчёте от 11 ноября 1918 года (День перемирия), в котором говорится о преемнике Ахмеда Иззета-паши, газета «Times» сообщила, что Кемаль поддерживал Ахмета Тевфик-пашу на посту великого визиря при поддержке военно-морской партии и партии Ходжи.
В более позднем сообщении в «Times» от 19 мая 1919 года говорилось, что Кемаль был назначен министром внутренних дел в кабинете Дамата Ферид-паши, заменив вышедшего на пенсию Мехмета Али-бея. Характерно что Кемаль получил это назначение в период который турецкая историография считает началом т.н. Войны за независимость.
Кемаль был одним из членов османской делегации на Парижской мирной конференции в июне 1919 года. В статье от 25 июня 1919 года «Times» сообщила, что представляя единственное на тот момент легитимное турецкое правительство, правительство султана, Кемаль обвинил агентов ЕИП в препятствовании восстановлению порядка в османских провинциях, в частности обвиняя Талат-пашу в организации албанских разбойничьих банд в Измите и Энвер-пашу в том же в районах Бандырма, Балыкесир и Караси. Он также утверждал, что у ЕИП было 700 000 фунтов стерлингов из партийных фондов, доступных для пропаганды, а также многочисленные состояния, заработанные на спекуляции во время Великой войны. Фактически, Кемаль ушел в отставку между подачей отчета и его публикацией в Times 3 июля 1919 года.
Кемаль осудил массовые убийства армян империи во время Первой мировой войны и обрушился с критикой на вождей ЕИП как на виновников этого преступления.

### Убийство
4 ноября 1922 года Кемаль был похищен из парикмахерской в отеле «Токатлыян» в Стамбуле, который ещё был под контролем союзников, и доставлен на моторной лодке в анатолийскую часть города по пути в Анкару для суда по обвинению в государственной измене. 6 ноября 1922 года отряд был перехвачен в Измите Нуреддином-пашой, бывшим в то время командующим Первой армией Мустафы Кемаля-паши и печально прославившимся двумя месяцами ранее в ходе резни в Смирне, включая убийство архиепископа Хризостома. Али Кемаль подвергся нападению и линчеванию со стороны группы офицеров-кемалистов, собранной Нуреддином. Его били палками, камнями и ножами, а затем он был повешен на дереве. Как описал Нуреддин, «его окровавленное тело впоследствии было повешено с эпитафией на груди, которая гласила: „Артин Кемаль“». Для убийц это присвоение вымышленного армянского имени стало последним оскорблением жертвы. Из-за гнева Исмет-паши на эту ситуацию его тело было поспешно вывезено и похоронено в Измите. Его могила со временем исчезла из-за отсутствия надгробной плиты или какого-либо знака на его могиле, и после долгих исследований место захоронения было определено в 1950-х годах.
Утверждается что Мустафа Кемаль Ататюрк с отвращением говорил о том, как убили Али Кемаля.
Смерть Али Кемаля также была увековечена в стихотворении Назыма Хикмета: «Я видел, как кровь стекала по усам. Кто-то крикнул: „Держи его!“ Посыпались палки, камни и гнилые овощи. Его тело повесили на ветке над тем мостом».

## Наследие
Во время Первой мировой войны Османская империя была одной из центральных держав, объединившихся с Германской империей, и сын и дочь Кемаля, жившие в Англии, приняли девичью фамилию своей бабушки по материнской линии Джонсон. Его сын Осман также начал использовать свое второе имя Уилфред в качестве имени. Уилфред Джонсон позже женился на Ирэн Уильямс (дочери Стэнли Ф. Уильямса из Бромли, Кент, от его брака с Мари Луизой, Фрейн фон Пфеффель, родившейся в 1882 году), и их сын Стэнли Джонсон стал экспертом по окружающей среде и членом Европарламента от консерваторов. Его сын Борис Джонсон, правнук Кемаля, стал премьер-министром Великобритании 24 июля 2019 года.
После Первой мировой войны дочь Кемаля, наполовину англичанка Сельма, вернулась к своей турецкой фамилии Кемаль, а также приняла турецкое гражданство. Она вышла замуж за Реджинальда Сент-Джона Баттерсби, и их сын Энтони Баттерсби служил в Королевской морской пехоте, стал архитектором/планировщиком здравоохранения и большую часть своей карьеры работал консультантом по общественному здравоохранению в различных агентствах ООН.
Сабиха, вторая жена Кемаля, уехала в изгнание в Швейцарию со своим сыном Зеки Кунеральпом. Он вернулся в Турцию после смерти Ататюрка и был принят — с личного одобрения президента Исмета Иненю — на турецкую дипломатическую службу, дважды занимал пост ее постоянного заместителя в 1960-х годах и был послом в Лондоне с 1964 по 1966 год, а затем с 1966 по 1972 год. Его жена и ее брат были убиты, когда неизвестный армянский террорист открыл огонь по его машине, когда он был послом в Мадриде в 1978 году.
Зеки Кунеральп написал отчет о жизни своего отца на английском языке для британской стороны семьи. Сыновья Зеки Синан и Селим живут в Турции. Первый является издателем в Стамбуле, а второй последовал за своим отцом на дипломатическую службу.